# Радомщанський повіт
Радомшчанський повіт (пол. powiat radomszczański) — один з 21 земських повітів Лодзького воєводства Польщі.
Утворений 1 січня 1999 року в результаті адміністративної реформи.

## Загальні дані
Повіт знаходиться у південній частині воєводства.
Адміністративний центр — місто Радомсько.
Станом на 1.01.2008 населення становить 118 249 осіб, площа 1442,48 км².

## Демографія
Демографічні дані повіту станом на 30.06.2005:
|       | Всього  | Всього | Жінки  | Жінки | Чоловіки | Чоловіки |
| ----- | ------- | ------ | ------ | ----- | -------- | -------- |
|       | осіб    | %      | осіб   | %     | осіб     | %        |
| Повіт | 119 455 | 100    | 60 813 | 50,9  | 58 642   | 49,1     |
| Міста | 56 128  | 100    | 29 260 | 52,1  | 26 868   | 47,9     |
| Села  | 63 327  | 100    | 31 553 | 49,8  | 31 774   | 50,2     |